# Sprungsage
Die Sprungsage ist eine Unterform der Sage. Sie handelt stets von kühnen Sprüngen aus großer Höhe.
Folgende Sprungsagen gibt es unter anderem:
- Die durch die Ballade Harras der kühne Springer von Theodor Körner bekannt gewordene Harrassage aus dem sächsischen Zschopautal: Ritter Harras von der Burg Lichtenwalde sprang samt Ross von Feinden verfolgt und ohne Ausweg vom Haustein zwischen Frankenberg und Braunsdorf (Niederwiesa).
- Der Sage nach verfolgte einst der Riese Bodo die schöne Königstochter Brunhilde, die er gegen ihren Willen heiraten wollte. Brunhilde entfloh auf einem weißen Ross, jedoch tat sich plötzlich vor ihr ein tiefer Abgrund auf. Brunhilde setzte mit einem kühnen Sprung vom Hexentanzplatz zum jenseitigen Felsen über, der Verfolger stürzte jedoch in die Tiefe. Der Eindruck vom Huf des Pferdes ist noch heute als Rosstrappe im Harz zu sehen. Der Riese Bodo gab dem Fluss Bode seinen Namen.
- Ludwig der Springer (gestorben 1123) soll versucht haben, die Pfalzgrafschaft Sachsen zu erlangen, weshalb er den Pfalzgrafen Friedrich III. erstach. Er saß drei Jahre im Kerker auf Burg Giebichenstein bei Halle an der Saale. Vor der drohenden Hinrichtung sprang er vom Burgturm in die Saale. Dort erwartete ihn sein Diener mit einem Boot.
- Der Grünhainer Mönch Reinhard sprang von Hussiten verfolgt vom Felsen des Hohen Holzes und blieb wie durch ein Wunder unversehrt.
- Eine Nonne sprang vom Nonnenfelsen bei Erlabrunn, der sie verfolgende Ritter hingegen stürzte in das Schwarzwasser (Zwickauer Mulde). Dadurch entkamen Mönch und Nonne den Verfolgern.
- Ritter Georg rettete Schwarzenberg/Erzgeb. vor dem Lindwurm, musste seine Tat jedoch durch den Sprung vom Totenstein mit seinem Leben bezahlen.
- Haubold von Ende ritt von Burg Rabenstein in Chemnitz heimwärts Richtung Wolkenburg, als er von Strauchdieben verfolgt wurde. Er sah keinen anderen Ausweg, als mitsamt seinem Ross vom Felsen zu springen. Das Pferd kam um, Haubold jedoch rettete sich schwimmend aus der Mulde. Heute nennt man den Felsen Hauboldfelsen.
- Der Ritter von Heldrastein kehrte nach einem Raubzug in rasendem Lauf zu seiner Burg zurück und setzte versehentlich über den steilen Abhang auf dem Gipfel. Im Fallen rief er laut 'Ave Maria!', überstand den Sprung unversehrt während sein Pferd zerschmettert wurde. Von da an gab er sein Räuberdasein auf und wurde ein Mönch.
- Im Jahre 1632 sah der Burgherr von Burg Rheineck die Schweden anrücken. Alle seine Mannen starben im Kampf, der Burgherr wurde jedoch verschont. Auf der Flucht vor den Schweden erreichte er bald den Felsen Reuterslei. Umzingelt von den Feinden sprang er mit seinem Pferde hinab in die Tiefe und erreichte das jenseitige Ufer des Rheins.
- 1796 sprang nach der verlorenen Schlacht bei Wetzlar ein versprengter französischer Reiter vom Bodenstein, einem haushohen Felsen, in die Lahn und entkam so seinen Verfolgern.
- Jungfernsprung bei Dahn/Südwestpfalz: Vor langer Zeit wurde einmal ein Mädchen oben im Walde von einem Manne verfolgt, und da sie auf dem Kamme des Berges von Fels zu Fels geflohen sich nicht mehr zu retten wusste, stürzte sie sich von der vorspringenden Bergstirne hinab in den Abgrund; wunderbar erhalten kam sie auf den Wiesengrund unten, wo alsbald eine Quelle aufsprudelte, die heute noch lebendig ist (aus August Becker – Die Pfalz und die Pfälzer, 1858).
- Eppelein von Gailingen soll mit seinem Pferd über die Mauer des Nürnberger Burggrabens gesprungen und damit seiner Hinrichtung entkommen sein.
- Die Ostermorgenjungfrau bei Osterode sprang aus einem Fenster, als sie von einem Ritter verfolgt wurde, der sie begehrte.
- Hans von Eisdorf (Hans Warnecke) sprang angeblich auf der Flucht mit seinem Ross einen steilen Abhang hinunter, und blieb unverletzt, während sein Pferd starb.
- Der hl. Magnus sprang beim Magnustritt auf der Flucht vor Dämonen über die Lechschlucht